# Théâtre Moranbong
Le théâtre Moranbong est un théâtre situé à Pyongyang, en Corée du Nord. Il a été ouvert en 1946 et rénové en 2006.
Le théâtre Moranbong est la salle de spectacle principale de l'Orchestre symphonique d'État de la république populaire démocratique de Corée (OSE).